# الكأس السلطانية 1923
كَأْسُ السُّلْطَانِ حُسَين 1923 هي النُّسْخة السَّابِعة من بُطولة كَأْس السُّلطان حُسَين. لُعبت البُطولة في عام 1923، وفاز بها الأهلي بعد فوزه في النهائي على دراغونز البِرِيطاني بنَتيجة 2–1.